# 와방

와주의 주기

와방(와어: Meung Vax, 중국어: 佤邦, 병음: Wǎ Bāng, 버마어: ဝပြည်နယ်)은 미얀마로부터 사실상 자치를 시행하는 와족의 지역이다. 인구는 758,000명이며 수도는 팡캄(중국어: 邦康)이다.

## 지리
와방은 지리적으로 북와지구(北佤)와 남와지구(南佤)로 나뉜다. 북쪽에서는 런민비와 중국의 통신회사를 이용하고, 남쪽에서는 태국 밧과 태국의 통신사를 이용한다.

## 같이 보기
- 친랜드
- 지리 좌표계